# 제임스 스컬린
제임스 스컬린(영어: James Scullin, 1876년 9월 18일 ~ 1953년 1월 28일)는 오스트레일리아의 정치인이다. 1929년부터 1932년까지 오스트레일리아의 총리를 역임했다.

## 역대 선거 결과
| 선거명      | 직책명                         | 대수 | 정당                  | 1차 득표율 | 1차 득표수 | 2차 득표율 | 2차 득표수 | 결과 | 당락                       |
| ----------- | ------------------------------ | ---- | --------------------- | ---------- | ---------- | ---------- | ---------- | ---- | -------------------------- |
| 1910년 선거 | 하원의원 (코랑가마이트 선거구) | 4대  | 오스트레일리아 노동당 | 54.7%      | 11,300표   |            |            | 1위  | 코랑가마이트 하원의원 당선 |
| 1913년 선거 | 하원의원 (코랑가마이트 선거구) | 5대  | 오스트레일리아 노동당 | 47.8%      | 15,173표   |            |            | 2위  | 낙선                       |
| 1918년 선거 | 하원의원 (코랑가마이트 선거구) | 7대  | 오스트레일리아 노동당 | 42.5%      | 10,630표   | 43.7%      | 10,944표   | 2위  | 낙선                       |
| 1922년 선거 | 하원의원 (야라 선거구)         | 8대  | 오스트레일리아 노동당 | 77.7%      | 12,553표   |            |            | 1위  | 야라 하원의원 당선         |
| 1922년 선거 | 하원의원 (야라 선거구)         | 9대  | 오스트레일리아 노동당 | 78.0%      | 17,897표   |            |            | 1위  | 야라 하원의원 당선         |
| 1925년 선거 | 하원의원 (야라 선거구)         | 10대 | 오스트레일리아 노동당 | 74.8%      | 31,451표   |            |            | 1위  | 야라 하원의원 당선         |
| 1928년 선거 | 하원의원 (야라 선거구)         | 11대 | 오스트레일리아 노동당 | 74.8%      | 28,495표   |            |            | 1위  | 야라 하원의원 당선         |
| 1929년 선거 | 하원의원 (야라 선거구)         | 12대 | 오스트레일리아 노동당 | 단독후보   | 무투표     |            |            | 1위  | 야라 하원의원 당선         |
| 1931년 선거 | 하원의원 (야라 선거구)         | 13대 | 오스트레일리아 노동당 | 59.9%      | 22,843표   |            |            | 1위  | 야라 하원의원 당선         |
| 1934년 선거 | 하원의원 (야라 선거구)         | 14대 | 오스트레일리아 노동당 | 65.0%      | 25,601표   |            |            | 1위  | 야라 하원의원 당선         |
| 1937년 선거 | 하원의원 (야라 선거구)         | 15대 | 오스트레일리아 노동당 | 64.0%      | 37,381표   |            |            | 1위  | 야라 하원의원 당선         |
| 1940년 선거 | 하원의원 (야라 선거구)         | 16대 | 오스트레일리아 노동당 | 57.4%      | 32,790표   |            |            | 1위  | 야라 하원의원 당선         |
| 1943년 선거 | 하원의원 (야라 선거구)         | 17대 | 오스트레일리아 노동당 | 60.4%      | 36,709표   |            |            | 1위  | 야라 하원의원 당선         |
| 1946년 선거 | 하원의원 (야라 선거구)         | 18대 | 오스트레일리아 노동당 | 63.7%      | 39,880표   |            |            | 1위  | 야라 하원의원 당선         |